# Jacob Heinrich von Flemming
Jacob Heinrich von Flemming, född 3 mars 1667 i Hoff, Pommern, död  30 april 1728 i Wien, var en sachsisk greve, militär och politiker.
Flemming föddes som brandenburgare och deltog i brandenburgsk tjänst bland annat i slaget vid Fleurus men övergick 1693 i sachsisk tjänst. Han vann snart August den starkes förtroende och bidrog i hög grad till att förskaffa denne den polska tronen 1697. I förhandlingarna rörande det stora förbundet mot Sverige var Flemming djupt invecklad. Det var bland annat han, som introducerade Johann Patkul för August. Sedan han 1699 utnämnts till generallöjtnant, fick Flemming uppdraget att inleda kriget med en överrumpling av Riga, men denna misslyckades. Han användes därefter främst i diplomatiska uppdrag, men deltog dock även slaget vid Kliszów 1702, där han blev svårt sårad, liksom senare i slaget vid Gadebusch 1712. Flemming utnämndes 1705 till general, 1710 till president i geheimekrigsrådet, 1711 till fältmarskalk och blev 1712 ledande kabinettsminister, vilket han sedan förblev fram till sin död.
Hans inflytande över August var mycket stort, men tidvis beredde det katolska partiet, som önskade en tämligen förbehållslös anslutning till kejsaren, honom vissa svårigheter. Efter en del fruktlösa förhandlingar med sin personlige vän och själsfrände Georg Heinrich von Görtz insåg dock även Flemming att en anslutning till kejsaren skulle vara förmånligast, varigenom bland annat det överhantagande ryska inflytandet i Polen kunde motverkas, och han anslöt sig personligen 1719 till Wien-alliansen. I kurprinsens ungefär samtidiga giftermål hade däremot Flemming ingen del. Flemming var en av de skickligaste diplomaterna i det tidiga 1700-talets intrigspel. Han var en charmerande person och mycket praktlysten.